# Johann Gottlieb Goldberg
Johann Gottlieb Goldberg, född 14 mars 1727 i Danzig, död 13 april 1756, också känd som Johann Gollberg eller Johann Goltberg, var en tysk virtuos på cembalo och orgel och barockkompositör. Han är mest känd för att ha gett namn åt Goldbergvariationerna av Johann Sebastian Bach, som han möjligtvis också var den förste att uppföra. Namnet Goldbergvariationerna kom till på 1800-talet, det förekommer i Johann Nikolaus Forkels Über Johann Sebastian Bachs Leben, Kunst und Kunstwerke från 1802, men kan inte spåras tidigare. Tillblivelsehistorien är sammanlagd information från Bachs två äldsta söner. Bekräftande källor är dock inte funna.
Enligt Forkel blev Bachs Aria mit verschiedenen Veränderungen skriven för den ryske ambassadören i Sachsen, Hermann Carl von Keyserling. Goldberg, som var elev hos J.S. Bach och hans son Wilhelm Friedemann Bach, skulle stå för uruppförandet.
Forkel skrev sin biografi 1802, mer än 60 år efter tillblivelsen, och därför är den ifrågasatt, bland annat med argumentet att Goldberg bara var 14 år vid tidpunkten. Å andra sidan är titelbladets formulering Clavier-Übungen (klaverövningar) en indikation på att variationerna är skrivna för en ung talang. Goldberg var i Keyserlings tjänst till cirka 1745, varefter hans vidare arbete är okänt fram till 1750, då han var med att uppföra ett verk av W.F. Bach. 1751 blev Goldberg anställd av greve Heinrich von Brühl och var i dennes tjänst under återstoden av sitt korta liv. Han dog av tuberkulos 29 år gammal och begravdes i Dresden den 15 april 1756.

## Verk
De flesta av hans kompositioner är relativt okända. Följande finns bevarat:
- Tjugofyra polonäser med variationer
- Instrumentalkonsert för cembalo
- Fem triosonater
- Ett antal kantater